# Водное поло на летней Универсиаде 1967
Ватерпольный турнир на летней Универсиаде 1967 проходил в Токио (Япония). Соревновались мужские сборные команды. Чемпионом Универсиады стала сборная Японии.

## Медальный зачёт
| Место | Страна | Золото | Серебро | Бронза | Всего |
| ----- | ------ | ------ | ------- | ------ | ----- |
| 1     | Япония | 1      | 0       | 0      | 1     |
| 2     | США    | 0      | 1       | 0      | 1     |
| 3     | Италия | 0      | 0       | 1      | 1     |

| Чемпион Универсиады по водному поло 1967 |
| ---------------------------------------- |
| Япония Первый титул                      |

## Ссылка
- Universiade water polo medalists on HickokSports (англ.)